# Stephen Asamoah-Boateng
Stephen Asamoah Boateng, né le 18 août 1958, est un homme politique ghanéen.
Il est ancien député de la circonscription de Mfantsiman Ouest de la région centrale du Ghana. Il est un ancien ministre du Développement rural et de l'Environnement, du Tourisme et des Relations avec la diaspora . Boateng est également un ancien ministre de l'Information et de l'Orientation nationale ainsi qu'un ancien directeur général du comité des entreprises d'État ,. Il est actuellement directeur général de l'Autorité d'intérêt et de gouvernance de l'État (SIGA),,,.

## Biographie

### Enfance et formation
Boateng est né en 1958 et est originaire de Konongo, Ghana (en) dans la région Ashanti au Ghana . Il a fait ses études de base à l'école primaire méthodiste de Konongo, aux collèges de l'Assemblée du district de Kormantse et au collège catholique romain de Jasikan, puis a poursuivi ses études secondaires au Lycée Konongo Odumase (en) . Boateng a obtenu son premier diplôme de l'Université du Ghana et une maîtrise en administration des affaires au École de commerce de Henley (en) Oxfordshire au Royaume-Uni. Durant son séjour au Royaume-Uni, il a travaillé comme consultant en marketing chez American Medical Systems (AMS) de Pfizer Pharmaceuticals. Il a également été conseiller commercial chez Business Link à Londres ainsi que responsable du logement au Arrondissement métropolitain de Kensington (en), Arrondissement métropolitain de Chelsea (en) . Il a travaillé comme fonctionnaire au poste d'assistant de magasin au Ghana Medical Stores à Kumasi .

### Politique
Boateng est membre du 4e parlement de la 4e république du Ghana. Sa carrière politique a commencé dès ses débuts en tant qu’activiste politique. Il est devenu président de l'Union des étudiants de Madina et secrétaire du Comité central de l' Union nationale des étudiants du Ghana (en) (NUGS) de 1979 à 1982 . Il a participé aux élections générales de 2004 en tant que représentant de la circonscription de Mfantseman West (circonscription parlementaire du Ghana) (en) sur la liste du Nouveau Parti patriotique et a été élu député avec un total de 28 081 voix sur un total de 49 618 votes valides exprimés cette année-là, . Sa circonscription faisait partie des 16 circonscriptions remportées par le Nouveau Parti Patriotique dans la région Centre lors de ces élections . Son mandat parlementaire a pris fin lors des élections générales de 2008 après avoir perdu son siège au profit d' Aquinas Tawiah Quansah (en) du Congrès national démocratique. Il a été nommé par le président Nana Addo Dankwa Akuffo Addo en tant que président exécutif du Comité des entreprises d'État en 2017, . Boateng a ensuite été nommé directeur général du Comité des intérêts et de la gouvernance de l'État (SIGA) par le même président .

## Vie personnelle
Boateng est chrétien. Il est marié à Zuleika Lorwia, avec qui il a sept enfants, dont Samuel Nana Yaw Boateng.